# Calycidiaceae
Calycidiaceae är en familj av lavar. Calycidiaceae ingår i ordningen Lecanorales, klassen Lecanoromycetes, divisionen sporsäcksvampar och riket svampar.
|               | Sarrameanaceae               |
|               |                              |
|               | Hymeneliaceae                |
|               |                              |
|               | Brigantiaeaceae              |
|               |                              |
|               | Arctomiaceae                 |
|               |                              |
|               | Stereocaulaceae              |
|               |                              |
|               | Sphaerophoraceae             |
|               |                              |
|               | Scoliciosporaceae            |
|               |                              |
|               | Ramalinaceae                 |
|               |                              |
|               | Psoraceae                    |
|               |                              |
|               | Pilocarpaceae                |
|               |                              |
|               | Parmeliaceae                 |
|               |                              |
|               | Mycoblastaceae               |
|               |                              |
|               | Miltideaceae                 |
|               |                              |
|               | Megalariaceae                |
|               |                              |
|               | Lecanoraceae                 |
|               |                              |
|               | Haematommataceae             |
|               |                              |
|               | Gypsoplacaceae               |
|               |                              |
|               | Cladoniaceae                 |
|               |                              |
|               | Catillariaceae               |
|               |                              |
|               | Biatorellaceae               |
|               |                              |
|               | Ectolechiaceae               |
|               |                              |
|               | Dactylosporaceae             |
|               |                              |
|               | Crocyniaceae                 |
|               |                              |
| Calycidiaceae | \| \| Calycidium \| \| \| \| |
|               | \| \| Calycidium \| \| \| \| |
|               | Tephromelataceae             |
|               |                              |
|               | Aphanopsidaceae              |
|               |                              |
|               | Myochroidea                  |
|               |                              |
|               | Strangospora                 |
|               |                              |
|               | Calycidium                   |
|               |                              |

|  | Calycidium |
|  |            |